# Eusterinx tartarea
Eusterinx tartarea är en stekelart som beskrevs av Rossem 1982. Eusterinx tartarea ingår i släktet Eusterinx och familjen brokparasitsteklar. Inga underarter finns listade i Catalogue of Life.